# Liste der Naturdenkmale im Landkreis Uelzen
Die Liste der Naturdenkmale im Landkreis Uelzen nennt die Naturdenkmale im Landkreis Uelzen in Niedersachsen.

## Naturdenkmale
Am 31. Dezember 2016 waren laut der Übersicht des Niedersächsischen Landesbetriebs für Wasserwirtschaft, Küsten- und Naturschutz im Landkreis Uelzen 73 Naturdenkmale verzeichnet.
| Bild            | Bezeichnung                               | Ort, Lage | Beschreibung                                                                         | Schutzzweck | Nummer      |
| --------------- | ----------------------------------------- | --- | ------------------------------------------------------------------------------------ | ----------- | ----------- |
| Fotos hochladen | Findling „Ehrenmal“                       | Bad Bodenteich Schafwedel Schmölauer Straße 43 (52° 49′ 50,9″ N, 10° 45′ 6″ O)                                             |                                                                                      |             | ND UE 00001 |
| BW              | 2 Findlinge „Brautsteine“                 | Rosche Schmölau (53° 2′ 24,9″ N, 10° 50′ 23″ O)                                                                            |                                                                                      |             | ND UE 00004 |
| Fotos hochladen | Findling „Opferstein“                     | Schwienau Melzingen (52° 59′ 38,5″ N, 10° 27′ 21,5″ O)                                                                     |                                                                                      |             | ND UE 00005 |
| BW              | Stieleiche                                | Suderburg Hösseringen (52° 51′ 32,4″ N, 10° 25′ 0,5″ O)                                                                    |                                                                                      |             | ND UE 00007 |
| BW              | Findling „Ehrenmal“                       | Suderburg (52° 53′ 39,8″ N, 10° 25′ 40,4″ O)                                                                               |                                                                                      |             | ND UE 00008 |
| BW              | 2 Rotbuchen                               | Bad Bevensen Medingen Augarten (53° 5′ 32,6″ N, 10° 34′ 1,2″ O)                                                            | Die sogenannten Franzosenbuchen im Klosterforst.                                     |             | ND UE 00011 |
| BW              | Hünengrab                                 | Altenmedingen Aljarn Zum Heller (53° 10′ 5,2″ N, 10° 36′ 32,8″ O)                                                          |                                                                                      |             | ND UE 00012 |
| BW              | Findling                                  | Jelmstorf Bruchtorf Dorfstraße (53° 6′ 29,9″ N, 10° 32′ 34,1″ O)                                                           |                                                                                      |             | ND UE 00014 |
| BW              | 1 Stieleiche (ehemals 2)                  | Hanstedt I (53° 2′ 45,1″ N, 10° 22′ 21,2″ O)                                                                               | Naturdenkmal seit 24. Oktober 1950. Teillöschung 30. August 1974                     |             | ND UE 00016 |
| BW              | Findling „Breitenstein“                   | Ebstorf (53° 2′ 11,4″ N, 10° 27′ 7,2″ O)                                                                                   |                                                                                      |             | ND UE 00017 |
| BW              | Ilexbaum                                  | Bienenbüttel Beverbeck (53° 7′ 3,7″ N, 10° 25′ 5″ O)                                                                       |                                                                                      |             | ND UE 00018 |
| BW              | Stieleiche                                | Bad Bevensen Bergstraße (53° 4′ 44,2″ N, 10° 34′ 43,2″ O)                                                                  |                                                                                      |             | ND UE 00026 |
| Fotos hochladen | 1 Bruchweide                              | Uelzen Masendorf auf der Südseite der Straße Masendorf-Oetzen, etwa 50 m östlich km 8,1. (53° 0′ 57,6″ N, 10° 38′ 23,6″ O) | Gelöscht nach Amtsblatt für den Landkreis Uelzen Nr. 20 vom 31. Oktober 2012         |             | ND UE 00028 |
| Fotos hochladen | 4 Kiefern                                 | Himbergen (53° 5′ 45″ N, 10° 44′ 48,7″ O)                                                                                  |                                                                                      |             | ND UE 00029 |
| BW              | Winterlinde                               | Stoetze Groß Malchau Groß Malchau 24 (53° 3′ 29,5″ N, 10° 46′ 36,7″ O)                                                     |                                                                                      |             | ND UE 00030 |
| BW              | Stieleiche                                | Rosche Borg Neumühle 1A (53° 0′ 51,6″ N, 10° 43′ 55,3″ O)                                                                  |                                                                                      |             | ND UE 00033 |
| BW              | Stieleiche                                | Rosche Borg Neumühle 7 (53° 0′ 51,3″ N, 10° 44′ 2,5″ O)                                                                    |                                                                                      |             | ND UE 00034 |
| BW              | Stieleiche                                | Rosche Borg B191 (53° 0′ 54,4″ N, 10° 44′ 0,1″ O)                                                                          |                                                                                      |             | ND UE 00035 |
| Fotos hochladen | Stieleiche                                | Ebstorf (53° 0′ 56,5″ N, 10° 25′ 34″ O)                                                                                    | Auch als Königseiche bezeichnet                                                      |             | ND UE 00037 |
| BW              | Findling                                  | Bienenbüttel Eitzen I nordwestlich Eitzen I und nördlich der K57 (53° 8′ 28,9″ N, 10° 25′ 20,2″ O)                         |                                                                                      |             | ND UE 00039 |
| BW              | Winterlinde                               | Natendorf Vinstedt (53° 2′ 53,2″ N, 10° 28′ 40,8″ O)                                                                       |                                                                                      |             | ND UE 00043 |
| BW              | Schirmkiefer                              | Uelzen Holdenstedt Hauptstraße (52° 55′ 11,2″ N, 10° 29′ 59,1″ O)                                                          |                                                                                      |             | ND UE 00044 |
| BW              | Traubenahorn                              | Wriedel Arendorf Arendorf 21 (53° 2′ 9,1″ N, 10° 19′ 17,1″ O)                                                              |                                                                                      |             | ND UE 00046 |
| BW              | Rotbuche                                  | Eimke an der K9 (52° 57′ 46,9″ N, 10° 19′ 24″ O)                                                                           |                                                                                      |             | ND UE 00048 |
| Fotos hochladen | Stieleiche                                | Eimke Twiete 1 (52° 57′ 58,1″ N, 10° 18′ 51,2″ O)                                                                          |                                                                                      |             | ND UE 00049 |
| BW              | Stieleiche                                | Uelzen Nordallee 1A (52° 58′ 48″ N, 10° 33′ 8,3″ O)                                                                        |                                                                                      |             | ND UE 00051 |
| BW              | Stieleiche                                | Uelzen Nordallee 1A (52° 58′ 46,2″ N, 10° 33′ 10,8″ O)                                                                     |                                                                                      |             | ND UE 00052 |
| BW              | 2 Stieleichen                             | Barum Am Rittergut 1 (53° 3′ 4″ N, 10° 31′ 2,3″ O)                                                                         |                                                                                      |             | ND UE 00054 |
| BW              | 2 Stieleichen                             | Barum Seedorfer Weg 8 (53° 3′ 11,1″ N, 10° 30′ 52″ O)                                                                      |                                                                                      |             | ND UE 00055 |
| BW              | Blutbuche                                 | Suderburg Hauptstraße (52° 53′ 44,2″ N, 10° 27′ 15,6″ O)                                                                   |                                                                                      |             | ND UE 00057 |
| BW              | Sommereiche                               | Bad Bevensen Medingen Am Kampenweg 3 (53° 5′ 32,3″ N, 10° 33′ 46,9″ O)                                                     |                                                                                      |             | ND UE 00060 |
| BW              | Sommereiche                               | Bad Bevensen Medingen Am Kampenweg 5 (53° 5′ 33,7″ N, 10° 33′ 48,1″ O)                                                     |                                                                                      |             | ND UE 00061 |
| BW              | Findling „Kleiner Jeduttenstein“          | Suderburg (52° 52′ 45,9″ N, 10° 29′ 9,1″ O)                                                                                |                                                                                      |             | ND UE 00062 |
| BW              | 13 Stieleichen                            | Uelzen Oldenstadt Eichenallee (52° 58′ 8″ N, 10° 35′ 24″ O)                                                                |                                                                                      |             | ND UE 00063 |
| BW              | Eichen-Birkenwald mit 3 Hügelgräbern      | Emmendorf Zwischen Bahnstrecke und Uelzener Straße (53° 0′ 54,7″ N, 10° 33′ 32,4″ O)                                       |                                                                                      |             | ND UE 00064 |
| BW              | Kuppe des Hahnenberges                    | Bienenbüttel Edendorf (53° 8′ 29,7″ N, 10° 34′ 23,2″ O)                                                                    |                                                                                      |             | ND UE 00065 |
| BW              | Vogelschutzgebiet Wittenwater             | Schwienau Wittenwater (52° 59′ 55,3″ N, 10° 25′ 3,4″ O)                                                                    |                                                                                      |             | ND UE 00066 |
| BW              | Rosskastanie                              | Suderburg Holxen (52° 54′ 37,6″ N, 10° 28′ 59,9″ O)                                                                        |                                                                                      |             | ND UE 00068 |
| BW              | Findling „Der Riese von Lüder“            | Lüder (52° 48′ 53,3″ N, 10° 40′ 17,8″ O)                                                                                   |                                                                                      |             | ND UE 00070 |
| BW              | Schwarzerle                               | Lüder Reinstorf (52° 48′ 54,2″ N, 10° 37′ 43″ O)                                                                           |                                                                                      |             | ND UE 00071 |
| Fotos hochladen | Fossiliensteilwand                        | Wrestedt Stadensen K14 (52° 53′ 12,4″ N, 10° 31′ 32,7″ O)                                                                  |                                                                                      |             | ND UE 00072 |
| Fotos hochladen | 1 Eiche                                   | Bienenbüttel in der llmenautalaue (53° 8′ 37″ N, 10° 29′ 22,9″ O)                                                          | Gelöscht laut Amtsblatt für den Landkreis Uelzen Nr. 24 vom 31. Dezember 2014        |             | ND UE 00073 |
| Fotos hochladen | Bach und Moor Räberspring                 | Suderburg Räber (52° 52′ 12,1″ N, 10° 23′ 26″ O)                                                                           |                                                                                      |             | ND UE 00077 |
| Fotos hochladen | Hünengräber                               | Altenmedingen Haaßel (53° 7′ 32,8″ N, 10° 37′ 21,1″ O)                                                                     |                                                                                      |             | ND UE 00078 |
| BW              | Rotbuche                                  | Bienenbüttel Beverbeck Grünewalder Straße 26 (53° 7′ 4,4″ N, 10° 26′ 4,5″ O)                                               |                                                                                      |             | ND UE 00080 |
| Fotos hochladen | Feuchtbiotop „Großer Sahl“                | Altenmedingen (53° 8′ 12,4″ N, 10° 36′ 54,3″ O)                                                                            |                                                                                      |             | ND UE 00083 |
| Fotos hochladen | Teichanlage „Mührgehege“                  | Weste Oetzendorf Östlich der K45 (53° 2′ 6,7″ N, 10° 38′ 35,5″ O)                                                          | Standorte ⊙                                                                          |             | ND UE 00084 |
| BW              | Ulme                                      | Bad Bevensen Groß Hesebeck Groß Hesebeck 8–15 (53° 4′ 9,5″ N, 10° 37′ 27,2″ O)                                             |                                                                                      |             | ND UE 00085 |
| BW              | 4 Eichen                                  | Uelzen Veerßen Allee 26 (52° 57′ 27,5″ N, 10° 32′ 36,8″ O)                                                                 |                                                                                      |             | ND UE 00086 |
| Fotos hochladen | Teichanlage „Weßelasen Heide“             | Römstedt Niendorf I Niendorf I 32 (53° 6′ 49,3″ N, 10° 38′ 1,8″ O)                                                         |                                                                                      |             | ND UE 00087 |
| BW              | Eiche                                     | Römstedt Havekost Havekost 1 (53° 4′ 58,4″ N, 10° 40′ 44,9″ O)                                                             |                                                                                      |             | ND UE 00090 |
| Fotos hochladen | Feuchtbiotop „Großer Blanken“             | Altenmedingen Eddelstorf In den Wiesen (53° 8′ 34″ N, 10° 37′ 20,1″ O)                                                     |                                                                                      |             | ND UE 00091 |
| Fotos hochladen | Eiche                                     | Himbergen Groß Thondorf Vorwerker Weg 8 (53° 7′ 42,1″ N, 10° 41′ 36,3″ O)                                                  | sehr kurzstämmige Stiel-Eiche mit vielästiger, extrem ausladender Krone              |             | ND UE 00093 |
| Fotos hochladen | Eiche                                     | Himbergen Klein Thondorf (53° 4′ 47,3″ N, 10° 44′ 11,7″ O)                                                                 |                                                                                      |             | ND UE 00094 |
| BW              | 23 und 31 Linden                          | Wriedel L250 südlich Brockhöfe. Beidseitig der L 250 (53° 0′ 32″ N, 10° 16′ 48,4″ O)                                       |                                                                                      |             | ND UE 00095 |
| BW              | Holdenstedter Teiche                      | Uelzen Holdenstedt (52° 56′ 14,3″ N, 10° 31′ 3,4″ O)                                                                       | Naturdenkmal seit 10. Juli 1980. Seit 27. November 2007 Naturschutzgebiet NSG LÜ 279 |             | ND UE 00096 |
| BW              | Eiche                                     | Bad Bevensen Röbbel Wilhelmstraße 19 (53° 4′ 6,3″ N, 10° 38′ 36,2″ O)                                                      |                                                                                      |             | ND UE 00097 |
| Fotos hochladen | Teichanlage                               | Himbergen Strothe Strothe 2A (53° 6′ 24,2″ N, 10° 41′ 4,8″ O)                                                              |                                                                                      |             | ND UE 00098 |
| Fotos hochladen | Eiche/Buche (zusammengewachsen)           | Wriedel Brambostel (52° 57′ 44,3″ N, 10° 14′ 24,7″ O)                                                                      |                                                                                      |             | ND UE 00099 |
| Fotos hochladen | Altwasser                                 | Altenmedingen, Bienenbüttel an der Ilmenau (53° 7′ 15,3″ N, 10° 31′ 57,4″ O)                                               |                                                                                      |             | ND UE 00100 |
| BW              | Eiche                                     | Bad Bevensen Röbbeler Straße 1 (53° 4′ 44,6″ N, 10° 35′ 27,2″ O)                                                           |                                                                                      |             | ND UE 00101 |
| Fotos hochladen | Sandtrockenrasen                          | Bad Bodenteich (52° 51′ 1,4″ N, 10° 39′ 39,1″ O)                                                                           |                                                                                      |             | ND UE 00102 |
| BW              | 2 Stieleichen                             | Gerdau östlich von Gerdau, westnordwestlich von Bohlsen, südlich von Barnsen (52° 58′ 2,2″ N, 10° 26′ 28,1″ O)             |                                                                                      |             | ND UE 00103 |
| Fotos hochladen | Borstgras-Torfbinsen-Rasen mit Viehtränke | Schwienau Linden (52° 58′ 29,2″ N, 10° 20′ 28,2″ O)                                                                        |                                                                                      |             | ND UE 00104 |
| BW              | 3 Rotbuchen                               | Wriedel Brockhöfe östlich von Lintzel (52° 59′ 30,4″ N, 10° 16′ 20″ O)                                                     |                                                                                      |             | ND UE 00105 |
| BW              | Rotbuche                                  | Wriedel Wulfsode ostnordöstlich von Wulfsode (53° 4′ 0,1″ N, 10° 14′ 55,8″ O)                                              |                                                                                      |             | ND UE 00106 |
| BW              | Rotbuche                                  | Wriedel Wulfsode ostsüdöstlich von Wulfsode (53° 3′ 29,5″ N, 10° 15′ 30,2″ O)                                              |                                                                                      |             | ND UE 00107 |
| BW              | Ausblasungsmulde Seesaal                  | Holxen (52° 53′ 54,7″ N, 10° 28′ 45,8″ O)                                                                                  |                                                                                      |             | ND UE 00110 |
| BW              | Hainbuche                                 | Hanstedt Velgen (53° 5′ 49,9″ N, 10° 23′ 35,7″ O)                                                                          |                                                                                      |             | ND UE 00111 |
| BW              | Rotbuche                                  | Eimke Salzwedeler Straße (52° 58′ 14,8″ N, 10° 16′ 33,1″ O)                                                                |                                                                                      |             | ND UE 00112 |
| Fotos hochladen | Stieleiche                                | Hanstedt an der B 71 westlich von Eimke (53° 0′ 58,9″ N, 10° 19′ 21,7″ O)                                                  |                                                                                      |             | ND UE 00113 |
| BW              | Stieleiche                                | Bad Bevensen Seedorfer Straße 9 (53° 4′ 50,2″ N, 10° 30′ 56,9″ O)                                                          |                                                                                      |             | ND UE 00114 |
| BW              | Stieleiche                                | Ebstorf Bahnhofstraße 4 (53° 1′ 46,1″ N, 10° 25′ 5,7″ O)                                                                   | genannt Königseiche                                                                  |             | ND UE 00118 |
| Fotos hochladen | Kleinstmoor                               | Wriedel an der K21 zwischen Schatensen und Wulfsode (53° 2′ 46,9″ N, 10° 15′ 33,7″ O)                                      |                                                                                      |             | ND UE 00119 |
| BW              | Sommerlinde                               | Bad Bevensen Groß Hesebeck Groß Hesebeck 8–15 (53° 4′ 11″ N, 10° 37′ 29,5″ O)                                              |                                                                                      |             | ND UE 00120 |
| BW              | Drei-Eichen                               | Wrestedt Ostedt Dreieichenweg 3 (52° 54′ 1,7″ N, 10° 43′ 23,7″ O)                                                          |                                                                                      |             | ND UE 00121 |
| Fotos hochladen | Stöckener Speichersteine                  | Oetzen Stöcken Rätzlinger Straße. Am Krähenberg (52° 59′ 42,6″ N, 10° 40′ 26,8″ O)                                         |                                                                                      |             | ND UE 00125 |

## Hinweise
Diese Liste enthält die 77 in der Fortschreibung des Landschaftsrahmenplans des Landkreises Uelzen 2012 aufgeführten Naturdenkmale. Von diesen wurden bis Ende 2014 zwei gestrichen.
Ein Naturdenkmal erstreckt sich in zwei Gemeinden. Ein Naturdenkmal ist auch als Naturschutzgebiet geschützt.